# Pierrefitte-ès-Bois
Pierrefitte-ès-Bois település Franciaországban, Loiret megyében. Lakosainak száma 286 fő (2022. január 1.). Pierrefitte-ès-Bois Barlieu, Santranges, Sury-ès-Bois, Vailly-sur-Sauldre, Cernoy-en-Berry és Châtillon-sur-Loire községekkel határos.

## Népesség
A település népességének változása:
| Lakosok száma | 421  | 316  | 324  | 294  | 290  | 301  | 309  | 316  | 306  | 286  |
|               | 1968 | 1982 | 1990 | 2006 | 2013 | 2015 | 2017 | 2019 | 2020 | 2022 |